# Eleocharis atrospiculata
Eleocharis atrospiculata är en halvgräsart som beskrevs av Maria del Socorro González Elizondo och Anton Albert Reznicek. Eleocharis atrospiculata ingår i släktet småsäv, och familjen halvgräs. Inga underarter finns listade i Catalogue of Life.